# تشين كيمبل
تشين كيمبل (بالإنجليزية: Cheyenne Kimball)‏ هي مغنية ومغنية مؤلفة وعازفة قيثارة أمريكية، ولدت في 27 يوليو 1990 في ويلمينغتون في الولايات المتحدة.

## وصلات خارجية
- تشين كيمبل على موقع IMDb (الإنجليزية)
- تشين كيمبل على موقع ميوزك برينز (الإنجليزية)
- تشين كيمبل على موقع ديسكوغز (الإنجليزية)
- تشين كيمبل على موقع قاعدة بيانات الفيلم (الإنجليزية)